# Resolució 901 del Consell de Seguretat de les Nacions Unides
La Resolució 901 del Consell de Seguretat de les Nacions Unides fou adoptada per unanimitat el 4 de març de 1994. Després de reafirmar les resolucions 849 (1993), 854 (1993), 858 (1993), 876 (1993), 881 (1993), 892 (1993) i 896 (1994), el Consell va ampliar el mandat de la Missió d'Observació de les Nacions Unides a Geòrgia (UNOMIG) fins al 31 de març de 1994.
El Consell va prendre nota de les negociacions que se celebraran a la ciutat de Nova York el 7 de març de 1994 després de les converses celebrades a Ginebra els dies 22 i 24 de febrer de 1994, entre els georgians i abkhasos, per assolir el més aviat possible per tal que el Consell pogués considerar l'establiment d'una força de manteniment de la pau a Abkhàzia. Es va demanar al Secretari General Boutros Boutros-Ghali que informe al Consell el 21 de març de 1994 sobre l'evolució de les negociacions i la situació sobre el terreny.